# Nipus niger
Nipus niger – gatunek chrząszcza z rodziny biedronkowatych i podrodziny Microweiseinae.
Gatunek ten opisany został po raz pierwszy w 1899 roku przez Thomasa Lincolna Caseya na łamach „Journal of the New York Entomological Society”. Jako miejsce typowe wskazano hrabstwo Sonoma w stanie Kalifornia.
Chrząszcz o podługowato-owalnym, wysklepionym, ku tyłowi stopniowo zwężonym ciele długości od 1,05 do 1,1 mm i szerokości od 0,7 do 0,74 mm. Obrys ciała jest węższy niż u podobnego N. planatus. Wierzch ciała ubarwiony jest smoliście brązowawo z żółtawobrązową przednią krawędzią przedplecza; na pokrywach brak jaśniejszych plam. Barwa spodu ciała jest brązowa. Powierzchnia przedplecza jest mocno zmatowiała, pozbawiona połysku. Punktowanie powierzchni pokryw jest nadzwyczaj grube, wyraźnie grubsze niż u podobnego N. planatus.
Gatunek nearktyczny, endemiczny dla Kalifornii w południowo-zachodnich Stanach Zjednoczonych. Znany jest z hrabstw Humboldt, Santa Clara i Sonoma.